# Посторонний
«Посторонний» (фр. L'Étranger) — дебютный роман (или повесть) французского писателя Альбера Камю (1942), классическая иллюстрация идей экзистенциализма. В переводе Г. В. Адамовича именуется «Незнакомец».

## Сюжет
Повествование ведёт 30-летний француз, живущий в колониальном Алжире. Имя его остаётся неизвестным, но фамилия вскользь упоминается — Мерсо. Описаны три ключевых события в его жизни — смерть матери, убийство местного жителя и суд, а также краткие отношения с девушкой.
На суде Мерсо правдиво заявляет, что нажал на спуск пистолета «из-за солнца», чем вызывает в зале смех. На присяжных производит наибольшее впечатление свидетельство о том, что Мерсо не плакал на похоронах своей матери, следовательно, человек он жестокосердный и не достойный того, чтобы жить.
В последней главе книги в камеру приговорённого к смертной казни Мерсо приходит священник, чтобы пробудить в нём веру в Бога. Наотрез отказываясь разделять «иллюзии загробной жизни», рассказчик впервые выходит из полусонного равновесия и впадает в неистовство.

## Тематика
В «Постороннем» принято видеть творческий манифест Камю, его проповедь абсолютной свободы. Человеческое существование представлено в повести как цепочка случайностей, практически не зависящих от воли субъекта, который приспосабливается, как может, к предлагаемым условиям. Книга пропитана африканским солнцем, которое и выступает подлинным убийцей: вменяемое Мерсо преступление вызвано случайной игрой света и солнца у него в глазах.
Камю говорил, что его одинокий герой предпочитает вести частную жизнь, не чуждую чувственных наслаждений, на закраинах общества. Он влюблён в солнце и не выносит теней. Не желая пускать пыль в глаза присяжным, Мерсо соглашается умереть за правду: «единственный Христос, которого мы заслуживаем».
Как-то Камю выразил идею книги в парадоксальной форме: «В нашем обществе любой, кто не плачет на похоронах матери, рискует быть приговорённым к смерти».

## Литературный стиль
Повесть написана от первого лица короткими ясными фразами в прошедшем времени. Читатель взирает на события глазами Мерсо и по этой причине отождествляет себя с ним.
Сухим бесстрастным слогом, которому после Второй мировой войны подражали многие писатели как во Франции, так и за её пределами, Камю, по мнению некоторых специалистов, обязан писателям «потерянного поколения», прежде всего Эрнесту Хемингуэю. Литературоведы характеризовали неизбежное, словно в древнегреческой трагедии, развёртывание действия как «новый классицизм», отмечали «рациональный, холодноватый, дисциплинированный слог» начинающего автора.

## Переводы на русский язык
На русский язык роман переводился по меньшей мере трижды: Георгием Адамовичем в 1966 году («Незнакомец»), Норой Галь в 1968 году («Посторонний») и Наталией Немчиновой в 1969 году («Посторонний»). Литературовед Юлиана Яхнина, сравнивая, в первую очередь переводы Галь и Немчиновой, отмечает сжатый текст и упругость фраз в переводе Галь, и напевность, широту и синтаксическую полноту перевода Немчиновой. Галь старается «по возможности экономить слова, избегать определений, споря в лаконизме с самим автором», в то время как Немчинова стремится «к уточнению, детализации, расширению фразы». Согласно Яхниной, «образ главного героя прочтён двумя переводчиками совершенно по-разному. Мерсо Немчиновой — человек далеко не выключенный из сферы человеческого общения … интеллигент, по манере чувствовать, по манере оценивать окружающих», в то время как Мерсо, встающий со страниц прозы Галь, «не приукрашивает своих чувств, не делает попытки что-нибудь объяснить и оправдать». Вариант Адамовича, по Яхниной, эклектичен, лишён цельности и единства, словарь его наивен, а ритм неровен.

## Популярность
«Посторонний» занимает первое место в списке «100 книг века по версии Le Monde». Повесть вдохновила фронтмена группы The Cure, Роберта Смита, на создание дебютного сингла «Killing an Arab», а также упоминается в песне Егора Летова «Русское поле Экспериментов» («Искусство быть посторонним»). Текст песни «Ночь короче дня» в составе одноимённого альбома рок-группы «Ария» был написан по мотивам последней главы «Постороннего».
В 1967 году итальянский кинорежиссёр Лукино Висконти снял по повести одноимённый кинофильм. Роль Артура Мерсо исполнил актёр Марчелло Мастроянни.
Книга также входит в коллекцию Всемирной библиотеки как одно из 100 лучших произведений человечества.